# Antsiva

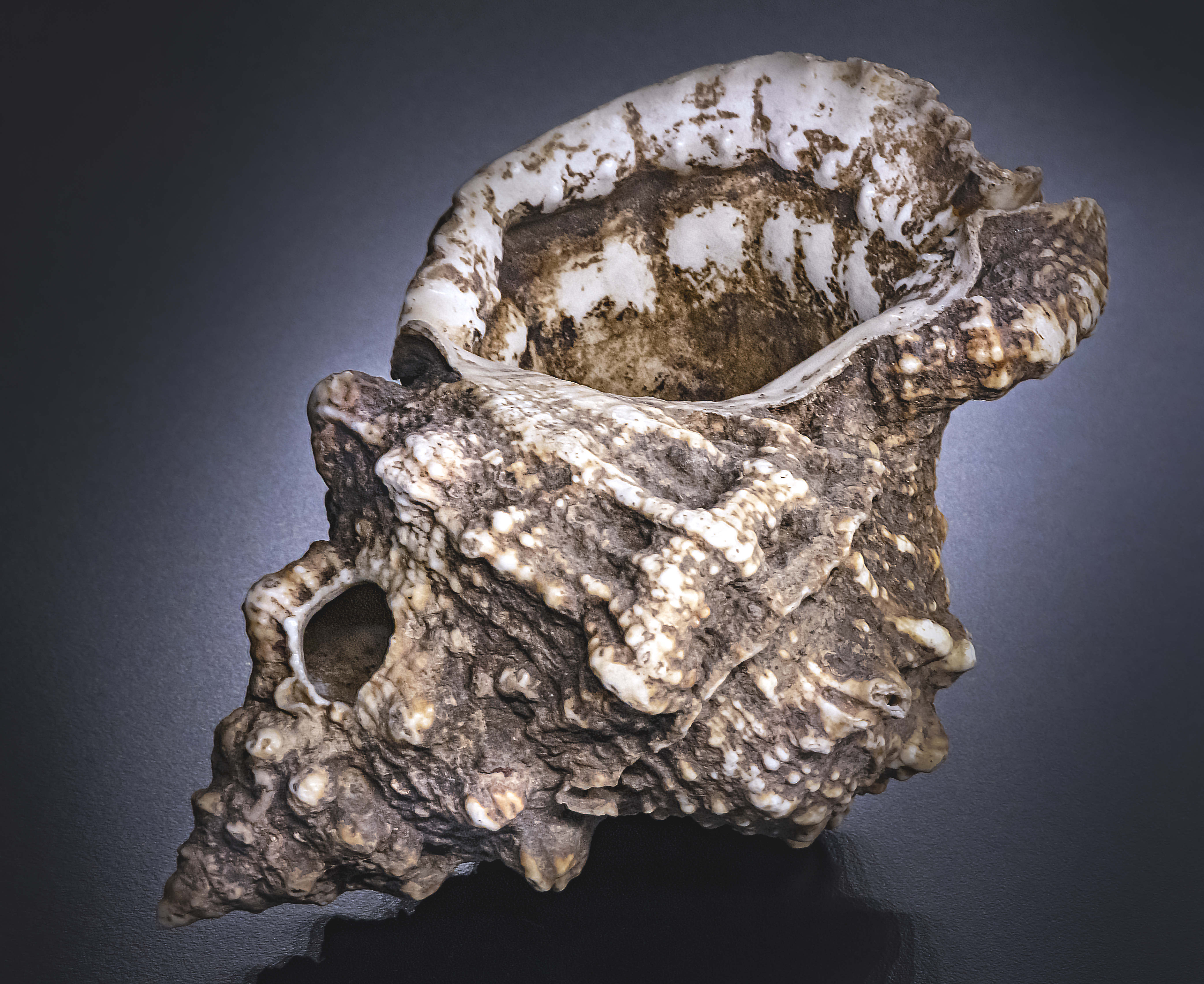
Antsiva Museum von Toulouse

Antsiva (Malagasy), auch angaroa und bakora, ist ein Schneckenhorn, das in Madagaskar als Musik- und Signalinstrument verwendet wird. Das Blasinstrument gehört zu den Naturtrompeten und wird z. B. aus Etritonium gigas, einer Meeresschnecke, hergestellt, in die seitlich ein Anblasloch hineingebohrt wird.
Wie die meisten afrikanischen Trompeteninstrumente wurde die antsiva bei Zeremonien des Herrschers und in hoheitlicher Funktion als Signalinstrument verwendet. Ab der ersten Hälfte des 19. Jahrhunderts übernahmen Signalhörner die Aufgabe, mit den Soldaten in den Krieg zu ziehen. Die antsiva wird seither überwiegend in der rituellen Musik geblasen. Diese Tradition wurde vom afrikanischen Festland übernommen.
Entsprechende Musik- und Signalinstrumente werden auch in Ozeanien verwendet. Ein Hörbeispiel kann auf dem Soundtrack von Lisa Gerrard zum Film Whale Rider (2002) gefunden werden.